# ستيده بروك
ستيده بروك Stede Broec  هي مدينة وبلدية بمقاطعة شمال هولندا، هولندا.

## طوبوغرافيا
خريطة طوبوغرافية هولندية لبلدية ستيده بروك، يونيو 2015، (تقرأ بعد ثلاث نقرات على الخريطة).